# Runar Espejord
Runar Espejord (Tromsø, 1996. február 26. –) norvég korosztályos válogatott labdarúgó, a Bodø/Glimt csatárja.

## Pályafutása

### Klubcsapatokban
Espejord a norvégiai Tromsø városában született. Az ifjúsági pályafutását a helyi Tromsø csapatában kezdte. 
2013-ban mutatkozott be a Tromsø másodosztályban szereplő felnőtt csapatában. Először a 2014. május 4-ei, Ranheim elleni mérkőzés 79. percében Thomas Drage cseréjeként lépett pályára. A 2014-es szezonban feljutottak az Eliteserienbe. Első gólját 2015. szeptember 27-én, az Aalesund ellen 1–1-es döntetlennel zárult találkozón szerezte. Két fordulóval később október 18-án, a Vikinggel szemben 3–1-re megnyert mérkőzésen kétszer is betalált a hálóba. 2020 januárjában a holland Heerenveen együtteséhez szerződött. A 2020-as és 2021-es szezonban kölcsönben Tromsø csapatát erősítette.
2022. január 13-án a Bodø/Glimthez igazolt. Február 18-án, a Celtic ellen idegenben 3–1-re megnyert Konferencia Liga mérkőzésen debütált és egyben megszerezte első gólját is a klub színeiben. A ligában először 2022. április 3-án, a Rosenborg ellen 2–2-es döntetlennel zárult mérkőzésen lépett pályára és a 70. percben meg is szerezte első gólját az Eliteserienben.

### A válogatottban
2017-ben debütált a norvég U21-es válogatottban. Először a 2017. március 24-ei, Portugália elleni mérkőzésen lépett pályára. 2018. március 27-én, Izrael ellen 3–1-re megnyert EB-selejtezőn kétszer talált be a hálóba.

## Magánélete
Apja, Lars Espejord szintén a Tromsø játékosa volt.

## Statisztikák
2023. április 16. szerint
| Klub                | Szezon   | Osztály     | Bajnokság | Bajnokság | Kupa  | Kupa | Nemzetközi | Nemzetközi | Összesen | Összesen |
| Klub                | Szezon   | Osztály     | Meccs     | Gól       | Meccs | Gól  | Meccs      | Gól        | Meccs    | Gól      |
| ------------------- | -------- | ----------- | --------- | --------- | ----- | ---- | ---------- | ---------- | -------- | -------- |
| Tromsø              | 2014     | 1. divisjon | 14        | 0         | 1     | 1    | 4          | 0          | 19       | 1        |
| Tromsø              | 2015     | Tippeligaen | 12        | 3         | 1     | 1    | 3          | 1          | 16       | 5        |
| Tromsø              | 2016     | Tippeligaen | 22        | 5         | 2     | 1    | —          | —          | 24       | 6        |
| Tromsø              | 2017     | Eliteserien | 6         | 0         | 0     | 0    | —          | —          | 6        | 0        |
| Tromsø              | 2018     | Eliteserien | 19        | 6         | 1     | 2    | —          | —          | 20       | 8        |
| Tromsø              | 2019     | Eliteserien | 18        | 5         | 0     | 0    | —          | —          | 18       | 5        |
| Tromsø              | Összesen | Összesen    | 91        | 19        | 5     | 5    | 7          | 1          | 103      | 25       |
| Heerenveen          | 2019–20  | Eredivisie  | 6         | 0         | 2     | 0    | —          | —          | 8        | 0        |
| Tromsø (kölcsönben) | 2020     | OBOS-ligaen | 5         | 5         | —     | —    | —          | —          | 5        | 5        |
| Tromsø (kölcsönben) | 2021     | Eliteserien | 17        | 0         | 0     | 0    | —          | —          | 17       | 0        |
| Tromsø (kölcsönben) | Összesen | Összesen    | 22        | 5         | 0     | 0    | 0          | 0          | 22       | 5        |
| Bodø/Glimt          | 2022     | Eliteserien | 27        | 12        | 4     | 2    | 19         | 4          | 50       | 18       |
| Bodø/Glimt          | 2023     | Eliteserien | 2         | 0         | 2     | 2    | 2          | 0          | 6        | 2        |
| Bodø/Glimt          | Összesen | Összesen    | 29        | 12        | 6     | 4    | 21         | 4          | 56       | 20       |
| Összesen            | Összesen | Összesen    | 148       | 36        | 13    | 9    | 28         | 5          | 189      | 50       |

## Sikerei, díjai
Tromsø
- OBOS-ligaen
  - Feljutó (2): 2014, 2020

Bodø/Glimt
- Eliteserien
  - Ezüstérmes (1): 2022

## Fordítás
Ez a szócikk részben vagy egészben  a   Runar Espejord című angol Wikipédia-szócikk fordításán alapul.  Az eredeti cikk szerkesztőit annak laptörténete sorolja fel. Ez a jelzés csupán a megfogalmazás eredetét és a szerzői jogokat jelzi, nem szolgál a cikkben szereplő információk forrásmegjelöléseként.